# Mau-Luto (Ort)
Mau-Luto (Mauluto) ist ein osttimoresischer Ort im Suco Motaulun (Verwaltungsamt Bazartete, Gemeinde Liquiçá).

## Geographie und Einrichtungen
Das Dorf Mau-Luto liegt mit seinem Ortszentrum auf einer Meereshöhe von 176 m im Norden der Aldeia Mau-Luto. Westlich fließt der Failebo, östlich ein Seitenarm des Flusses und nördlich schließt sich der Ort Bogoro an. Dieser liegt, wie der Ostteil des Dorfes Mau-Luto in der Aldeia Classo. Im Ostteil Mau-Lutos stehen der Sitz des Sucos Motaulun, das Hospital und die katholische Kirche. Eine Straße führt nach Süden in den Ort Metir (Suco Fatumasi).